# NGC 3672
NGC 3672 (również PGC 35088 lub UGCA 235) – galaktyka spiralna (Sc), znajdująca się w gwiazdozbiorze Pucharu. Odkrył ją William Herschel 4 marca 1786 roku.
W galaktyce tej zaobserwowano supernowe SN 2007bm i SN 2008gz.